# Edsbergs distrikt
Edsbergs distrikt är från 2016 ett distrikt i Lekebergs kommun och Örebro län.
Distriktet ligger söder om Fjugesta.

## Tidigare administrativ tillhörighet
Distriktet inrättades 2016 och utgörs av socknen Edsberg i Lekebergs kommun.
Området motsvarar den omfattning Edsbergs församling hade vid årsskiftet 1999/2000.